# Universidad (división administrativa)
En Navarra, una universidad es un conjunto de poblaciones que legalmente forman una unidad. Se trata de una división administrativa obsoleta, aunque se utiliza en algunas entidades locales de carácter tradicional, como la Universidad del Valle de Salazar o la Universidad del Valle de Baztán.
Esta figura está reconocida por la Ley de Administración Local de Navarra de 1990, lo que le permite contar con un órgano propio, como son la Junta General del Valle de Salazar y la Junta General del Valle de Baztán.
Existen otras divisiones tradicionales especiales, equiparadas en la práctica a las universidades: la Mancomunidad del Valle de Roncal, la Comunidad del Valle de Aézcoa y la Comunidad de las Bardenas Reales.